# Estadio Manuel L. Almanza
El Estadio de Béisbol Manuel L. Almanza es un estadio de béisbol que está localizado en la ciudad de Chihuahua, Chihuahua, México. Albergó béisbol de la Liga Mexicana de 1973 a 1982.
El estadio fue casa de los Dorados de Chihuahua durante su aparición en la temporada de 1940 y las décadas de los setenta y los ochenta. Además se ha utilizado para eventos municipales y estatales. Actualmente el estadio es casa de los Dorados UACH de la Universidad Autónoma de Chihuahua.